# Aphis verae
Aphis verae är en insektsart. Aphis verae ingår i släktet Aphis och familjen långrörsbladlöss. Inga underarter finns listade i Catalogue of Life.